# Grand Prix international de Dottignies 2011
La 10e édition du Grand Prix international de Dottignies a eu lieu le 4 avril 2011. La course fait partie du calendrier international féminin UCI 2011 en catégorie 1.2 et de la Lotto Cycling Cup pour Dames 2011. Elle est remportée par la Suédoise Emma Johansson.

## Classements

### Classement final
| \| Classement général \| Classement général \| Classement général \| Classement général \| Classement général \| \| Coureur \| Coureur \| Pays \| Équipe \| Temps \| \| ------------------ \| -------------------- \| ------------------ \| ------------------- \| ------------------ \| \| 1re \| Emma Johansson \| Suède \| Hitec Products-UCK \| 3 h 24 min 26 s \| \| 2e \| Monia Baccaille \| Italie \| MCipollini-Giordana \| + 0 s \| \| 3e \| Annemiek van Vleuten \| Pays-Bas \| Nederland Bloeit \| + 0 s \| \| 4e \| Rochelle Gilmore \| Australie \| Lotto Honda \| + 0 s \| \| 5e \| Rasa Leleivytė \| Lituanie \| Vaiano Solaristech \| + 0 s \| \| 6e \| Shelley Olds \| États-Unis \| Diadora-Pasta Zara \| + 0 s \| \| 7e \| Julia Martisova \| Russie \| Gauss \| + 0 s \| \| 8e \| Belinda Goss \| Australie \| Australie \| + 0 s \| \| 9e \| Christine Majerus \| Luxembourg \| GSD Gestion \| + 0 s \| \| 10e \| Élodie Hegoburu \| France \| \| + 0 s \| |                      |            |                     |                 |
| |                      |            |                     |                 |
| Source : Cycling Quotient |                      |            |                     |                 |
| Classement général |                      |            |                     |                 |
| Coureur | Coureur              | Pays       | Équipe              | Temps           |
| 1re | Emma Johansson       | Suède      | Hitec Products-UCK  | 3 h 24 min 26 s |
| 2e | Monia Baccaille      | Italie     | MCipollini-Giordana | + 0 s           |
| 3e | Annemiek van Vleuten | Pays-Bas   | Nederland Bloeit    | + 0 s           |
| 4e | Rochelle Gilmore     | Australie  | Lotto Honda         | + 0 s           |
| 5e | Rasa Leleivytė       | Lituanie   | Vaiano Solaristech  | + 0 s           |
| 6e | Shelley Olds         | États-Unis | Diadora-Pasta Zara  | + 0 s           |
| 7e | Julia Martisova      | Russie     | Gauss               | + 0 s           |
| 8e | Belinda Goss         | Australie  | Australie           | + 0 s           |
| 9e | Christine Majerus    | Luxembourg | GSD Gestion         | + 0 s           |
| 10e | Élodie Hegoburu      | France     |                     | + 0 s           |

### Points UCI
| Position           | 1er | 2e | 3e | 4e | 5e | 6e | 7e | 8e |
| Classement général | 40  | 30 | 16 | 12 | 10 | 8  | 6  | 3  |